# Raymond Dart
Raymond Arthur Dart (Toowong (bij Brisbane), 4 februari 1893 - Johannesburg, 22 november 1988) was een Australisch anatoom en antropoloog die vooral bekend werd door zijn ontdekking van een fossiel van de Australopithecus in 1924. De Australopithecusis is een uitgestorven hominide die nauw verwant is met de mens. Dart kreeg de schedel van E.G. Izod, eigenaar van een steengroeve in Taung, in het noorden van Zuid-Afrika in de provincie Noordwesten.